# Florentiner-Maler

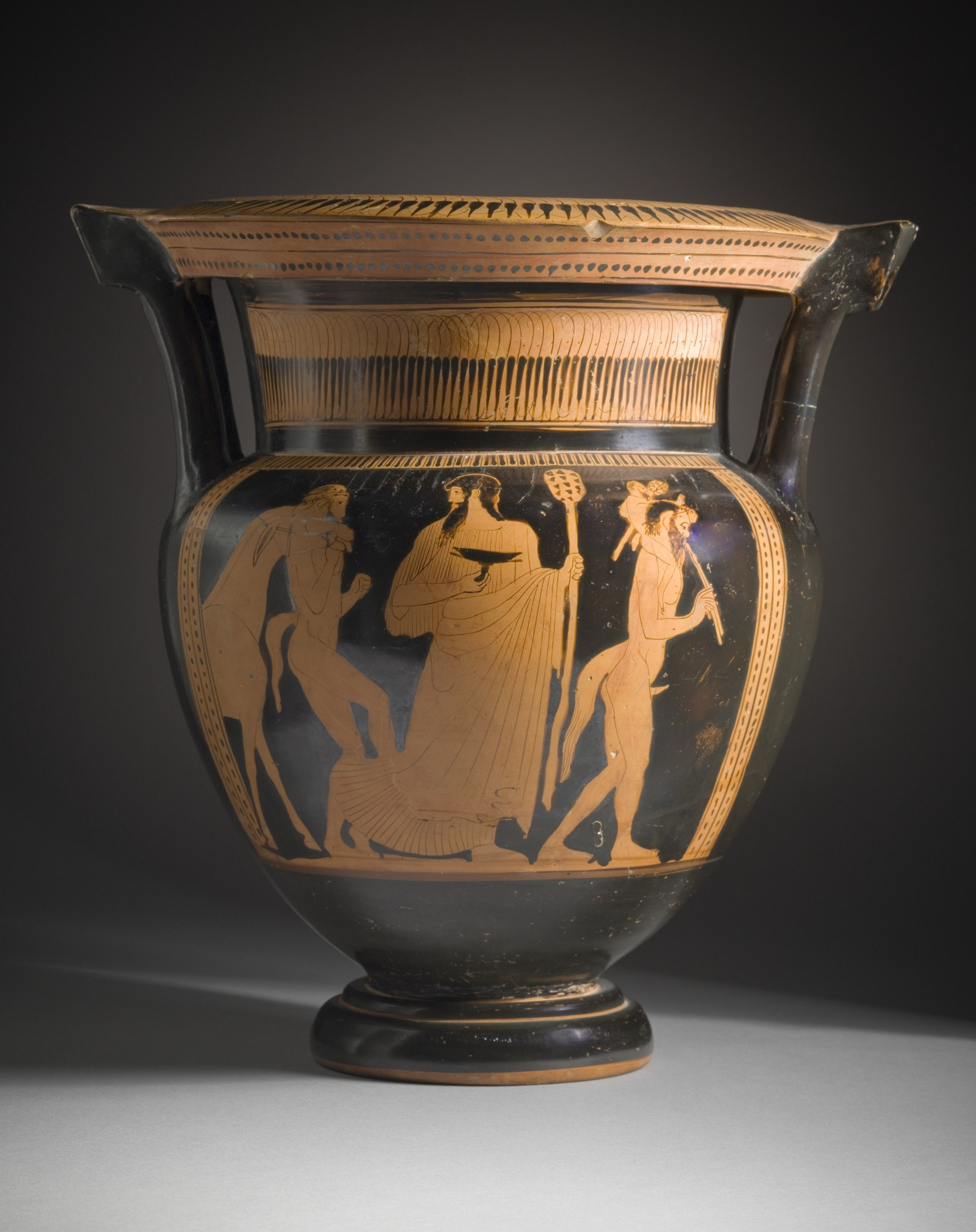
Dionysos mit zwei Satyrn
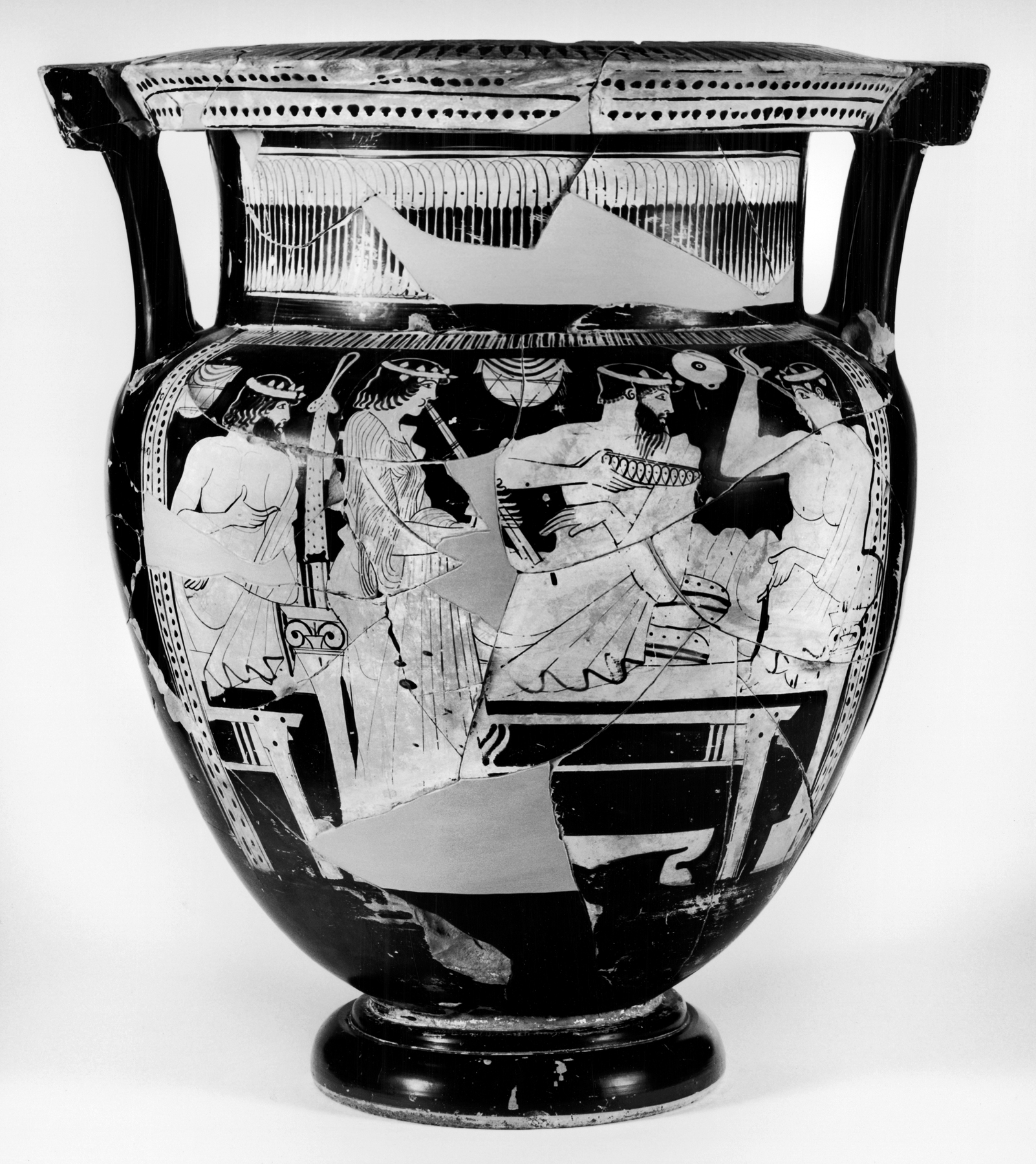
Symposiasten

Florentiner-Maler oder Florenz-Maler ist der Notname eines attisch-rotfigurigen Vasenmalers, der um 465–455 v. Chr. tätig war.
Er war Mitglied einer Werkstatt, in der auch der Boreas-Maler und der Maler von London E 489 tätig waren, John D. Beazley nennt ihn wegen der stilistischen Ähnlichkeiten den „Bruder“ des Boreas-Malers. Er bemalte vorwiegend Kolonettenkratere in durchschnittlicher Qualität, seine Kompositionen gelten in der Regel als unoriginell und seine Figuren werden als steif und ungraziös empfunden. Eine Ausnahme stellt seine in Florenz befindliche Namenvase dar, auf der die Kentauromachie gezeigt wird. Weitere Themen, die von ihm gemalt wurden, sind Komos-Szenen, Symposien, Abschiedsszenen von Kriegern oder Dionysos mit seinem Gefolge.